# Kristina Ohlsson
Kristina Ohlsson (Kristianstad, 2 maart 1979) is een Zweedse schrijfster van misdaad- en jeugdromans.

## Biografie
Kristina Ohlsson groeide op in Kristianstad en verhuisde vervolgens naar Stockholm waar ze politieke wetenschappen studeerde. Ze werkte als veiligheidsanalyst bij de rijkspolitie, bij het ministerie van Buitenlandse Zaken, de Försvarshögskolan (Universiteit van de Zweedse defensie) en tot 2012 als "Counter Terrorism Officer" bij de OVSE in Wenen. Ohlsson schreef ook vakgerelateerde teksten over het conflict in het Midden-Oosten en het buitenlands beleid van de Europese Unie. 
In 2009 verwezenlijkte ze haar jeugddroom om schrijver te worden met de uitgave van haar debuutroman Askungar. Daarna schreef ze nog een aantal boeken in het misdaadromangenre, uitgegeven door Piratförlaget. Haar boeken kregen internationale aandacht en werden vertaald in meer dan 20 talen. Vanaf 2012 besloot Ohlsson zich voltijds te wijden aan haar carrière als auteur. In 2013 publiceerde ze haar eerste jeugdboek Glasbarnen, het eerste van een driedelige reeks. Sindsdien heeft ze zich ontwikkeld tot een van Zwedens voornaamste kinderboekenschrijvers.

### Fredrika Bergman-serie
- 2009: Askungar (nl: Ongewenst)
- 2010: Tusenskönor (nl: Verzwegen)
- 2011: Änglavakter (nl: Engelbewaarders)
- 2012: Paradisoffer (nl: Paradijsoffer)
- 2013: Davidsstjärnor (nl: Davidsster)
- 2017: Syndafloder

### Martin Benner-serie
- 2014: Lotus Blues
- 2015: Mios Blues

### Glasbarnen-serie (jeugdboeken)
- 2013: Glasbarnen
- 2014: Silverpojken
- 2015: Stenänglar

### Zombiefeber-serie (jeugdboeken)
- 2016: Zombiefeber
- 2017: Varulvens hemlighet
- 2018: Mumiens gåta

### Overige boeken
- 2014: Den bekymrade byråkraten : en bok om migration och människor (non-fictie)
- 2015: Mysteriet på Hester Hill (jeugdboek)
- 2016: Sjuka själar (horror)
- 2016: Det magiska hjärtat (jeugdboek)
- 2017: Mysteriet på Örnklippan (jeugdboek)

## Prijzen en nominaties
- 2017: Crimetime Specsavers Award voor Varulvens hemlighet[2]
- 2013: Barnens Romanpris voor Glasbarnen